# Kaliningrad K-5

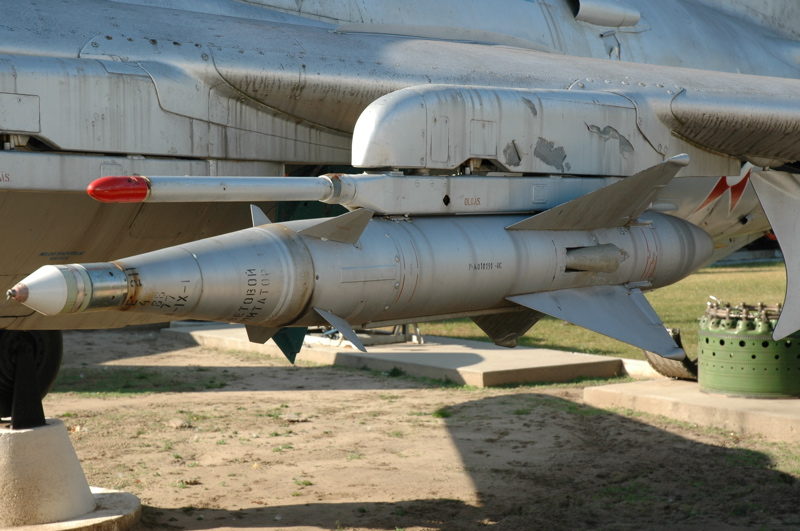
Raketa K-5M na MiGu-19

Kaliningrad K-5 (v kódu NATO AA-1 „Alkali“), také známá jako RS-1U nebo Izdělije ŠM, byla raná sovětská raketa vzduch-vzduch.
Vývoj K-5 začal v roce 1951 a první zkoušky probíhaly v roce 1953 na letounech Jakovlev Jak-25. Zbraň vstoupila do služby jako Grušin/Tomaševič (rus: Грушин/Томашевич) RS-2U (také jako R-5MS nebo K-5MS) v roce 1957. Počáteční verze byla přizpůsobena radaru RP-2U (Izumrud-2) používaného na letounech MiG-17PFU a MiG-19PM. Vylepšená varianta K-5M nebo RS-2US ve službě u PVO vstoupila do výroby v roce 1959 a byla spojena s radarem RP-9/RP-9U (Safir) letounu Suchoj Su-9. Čína vyvinula kopii pod označením PL-1 pro stíhačku J-6B.
Problémy spojené s naváděním paprsku, zejména u jednomístných stíhacích letounů, byly značné a kvůli tomu se „Alkali“ stala především raketou krátkého doletu určenou proti bombardérům. Kolem roku 1967 byla K-5 nahrazena střelou K-55 (ve službě R-55), u které bylo navádění pomocí paprsku nahrazeno poloaktivním radarovým naváděním nebo infračerveným naváděním z rakety K-13 (AA-2 „Atoll“). Zbraň byla o 7,8 kg těžší než K-5, ale měla o 9,1 kg lehčí hlavici. K-55 zůstala v provozu zhruba do roku 1977, kdy byla pravděpodobně vyřazena s posledními letouny Suchoj Su-9.

## Použití
- MiG-17PFU
- MiG-19PM
- Shenyang J-6B
- Suchoj Su-9 („Fishpot“)
- Suchoj Su-15 („Flagon“)
- MiG-21F („Fishbed“)